# Richard Johnstone
Richard Davis „Dick“ Johnstone (* 23. Juni 1936 in Invercargill; † 18. November 2022 in Auckland) war ein neuseeländischer Radrennfahrer und nationaler Meister im Radsport.

## Sportliche Laufbahn
Johnstone gewann 1957 die nationale Meisterschaft im Straßenrennen der Amateure in Neuseeland. Er war Teilnehmer der Olympischen Sommerspiele 1964 und startete für sein Land bei den Commonwealth-Spielen 1958 und 1962. Im Straßenrennen der Olympischen Sommerspiele 1964 belegte er beim Sieg von Mario Zanin den 17. Platz. Im Mannschaftszeitfahren wurde er mit Laurence Byers, Arthur Candy und Max Grace 18. des Rennens.
1960 siegte er im Etappenrennen Dulux-Tour.